# Losing My Religion
«Losing My Religion» es una canción de la banda estadounidense de rock alternativo R.E.M. Se lanzó como el primer sencillo de su álbum de 1991 Out of Time. Basada en un ostinato de mandolina, fue un éxito inesperado del grupo, debido a su amplia difusión a través de la radio y MTV por su video promocional, aclamado por la crítica. La canción fue el tema de R.E.M. en alcanzar la posición más alta en Estados Unidos, llegando al cuarto puesto en el Billboard Hot 100 y expandiendo la popularidad del grupo. Recibió varias nominaciones en los premios Grammy y ganó dos en las categorías de mejor interpretación pop de un dúo o grupo con vocalista y mejor video musical corto. Este se basa en el cuento «Un señor muy viejo con unas alas enormes» de Gabriel García Márquez.

## Contexto

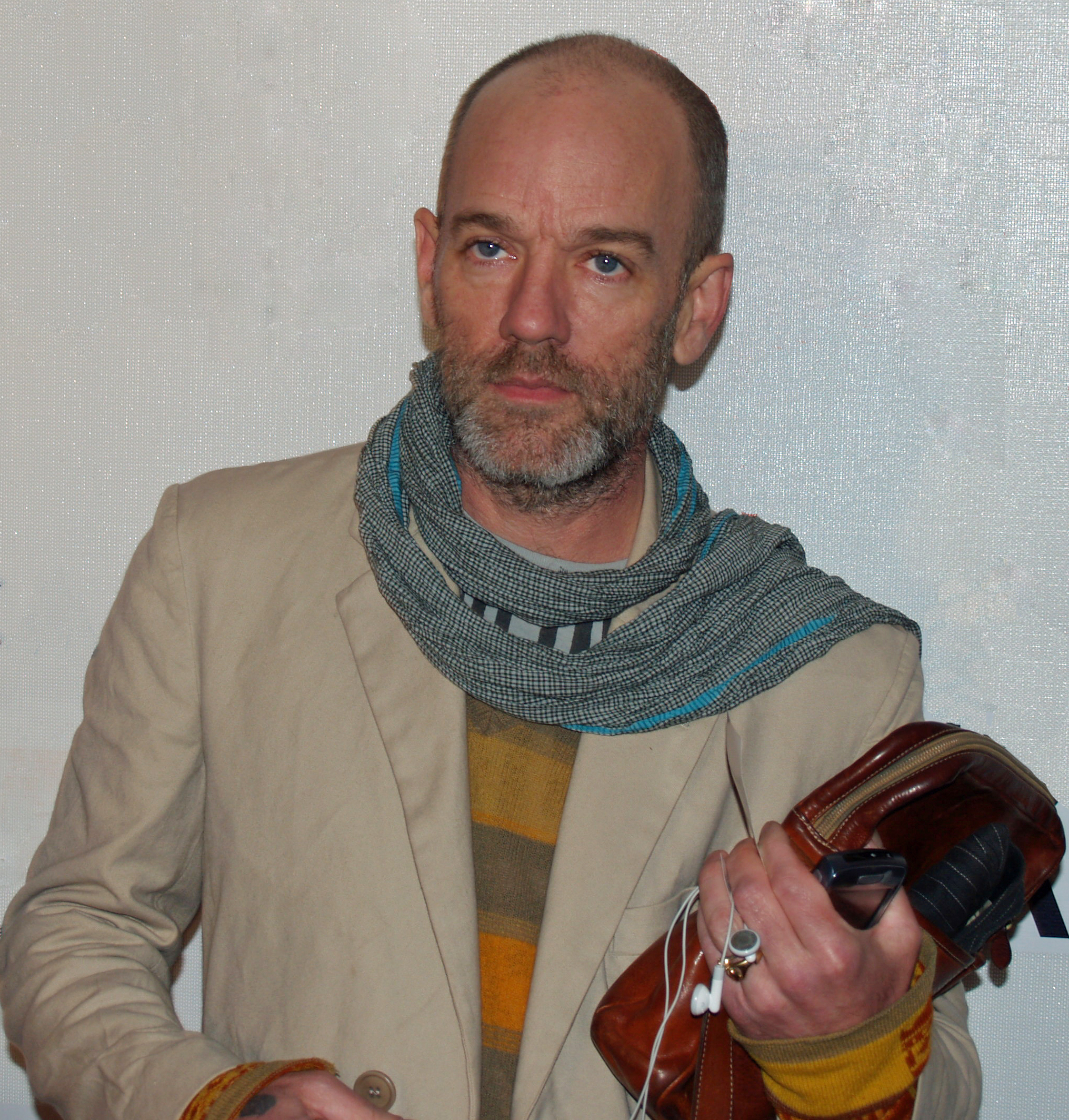
La voz de Michael Stipe se grabó en una sola toma.

El guitarrista Peter Buck compuso el ostinato principal y el estribillo en una mandolina mientras miraba la televisión un día. Buck había comprado el instrumento recientemente y estaba intentando aprender a tocarlo, grabándose mientras practicaba. Sobre esto, dijo: «Cuando volví a escucharlo al día siguiente, había un puñado de cosas que eran yo aprendiendo a tocar la mandolina y luego estaba lo que se convirtió en “Losing My Religion”, y luego un puñado más de mí aprendiendo a tocar la mandolina».
La grabación del tema comenzó en septiembre de 1990 en el Bearsville Studio A en Woodstock, Nueva York. La canción presenta arreglos creados en el estudio, de mandolina, bajo eléctrico y batería. El bajista Mike Mills ideó una línea de bajo inspirada en el bajista de Fleetwood Mac John McVie; tal y como reconoció, no pudo idear una para la canción que fuera original. Buck comentó sobre los arreglos de la canción que «daban una sensación de vacío. No hay una gama media, simplemente muy sofisticados o muy poco, porque Mike solía tocar bastante despacio el bajo». La banda decidió que el guitarrista de giras Peter Holsapple tocara la guitarra acústica durante la grabación. Buck comentó: «Fue realmente genial: Peter y yo estaríamos en nuestra pequeña cabina, dándolo todo, y Bill y Mike estarían en la otra habitación yendo a por ello. Simplemente, era una sensación mágica». La voz del cantante Michael Stipe se grabó en una sola toma. La instrumentación de cuerda orquestal, arreglada por Mark Bingham, fue añadida por miembros de la Orquesta Sinfónica de Atlanta en los Soundscape Studios en Atlanta, Georgia, en octubre de 1990.

## Descripción
«Losing My Religion» se basa en la interpretación de mandolina de Peter Buck, quien dijo: «Las estrofas son el tipo de cosas que R.E.M. usa mucho, yendo de un [acorde] menor a otro, como esos acordes de “Driver 8”. Realmente no puedes decir nada malo de mi menor, la menor, re y sol —Quiero decir, son simplemente buenos acordes». Buck también comentó que «Losing My Religion» era «probablemente la canción con sonido más típicamente de R.E.M. registrada. Estamos tratando de alejarnos de ese tipo de canciones, pero como dije antes, esos son buenos acordes». En la canción también hay pasajes de instrumentos de cuerda.
En la canción Michael Stipe canta los versos «That's me in the corner/That's me in the spotlight/Losing my religion» («Aquí estoy yo en el rincón/Aquí estoy yo en el foco de atención/Perdiendo mi religión»). La frase «Losing my religion» (en español, literalmente, «perdiendo mi religión») es una expresión del sur de los Estados Unidos que significa perder la compostura o llegar al límite de la paciencia. Stipe dijo al New York Times que el tema trata sobre la expresión romántica. Además, mencionó a Q que trataba sobre «alguien que suspira por otra persona. Es amor no correspondido, que te atrapa». Stipe comparó el argumento de su canción con «Every Breath You Take» de The Police, diciendo «es simplemente una clásica canción pop sobre la obsesión. Siempre he creído que las mejores canciones son las que cualquiera puede escuchar, ponerse en ese lugar y decir “Sí, ese soy yo”».

## Lanzamiento y recepción

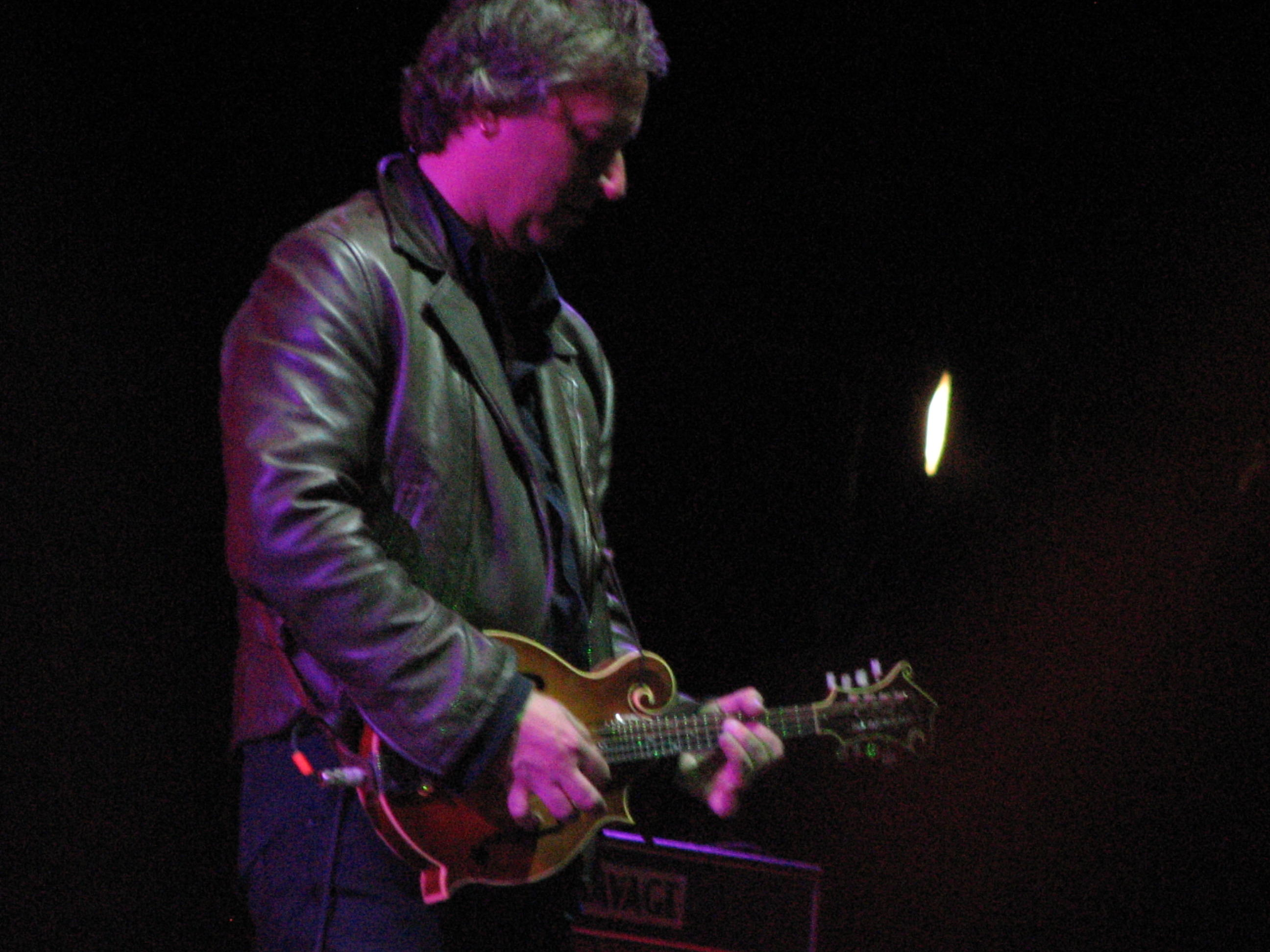
Peter Buck tocando el ostinato de la canción con su mandolina en 2008.

«Losing My Religion» se lanzó el 19 de febrero de 1991 en los Estados Unidos como el principal sencillo de su álbum venidero Out of Time. La discográfica de la banda, Warner Bros. Records, tenía dudas sobre la elección del grupo de sacar la canción como primer sencillo. Steven Baker, el vicepresidente de la gestión de productos en ese entonces, dijo que hubo «discusiones largas, dilatadas» sobre lanzar un «tema no convencional» como ese como sencillo hasta que la discográfica accedió. Ya que la banda decidió no salir de gira para promocionar Out of Time, visitaron emisoras de radio, dieron numerosas entrevistas con la prensa y aparecieron en MTV para promocionar el sencillo. Mientras tanto, Warner Bros. trabajó para poder mostrar la canción en estaciones de radio estudiantiles, de rock moderno y melódico antes de presentarla en los Top 40 estadounidenses, donde se volvió un éxito. Un director de programa de una emisora de este país afirmó que «la canción atraviesa las fronteras de ser simplemente un tema de rock alternativo»; admitió también que «Losing My Religion» fue «una canción difícil de ubicar en el programa, no se puede transmitir a LL Cool J después. Pero es una auténtica canción pop —la puedes bailar».
«Losing My Religion» fue el éxito más grande de R.E.M. en los Estados Unidos, pues llegó al cuarto puesto en el Billboard Hot 100. El sencillo permaneció en la lista durante 21 semanas. Llegó al puesto 19 en la UK Singles Chart, y alcanzó las posiciones 16 y 11 en Canadá y Australia, respectivamente. Años más tarde, Mills afirmó: «Sin “Losing My Religion”, Out of Time hubiera vendido dos o tres millones [de copias], en vez de diez [millones de copias] como lo hizo. Pero el fenómeno de que sea un éxito a nivel mundial es algo extraño a considerar. Básicamente, fue un éxito en casi todos los países civilizados del mundo». El éxito de la canción y del álbum expandió la popularidad de la banda. Cuando le preguntaron si pensaba que el éxito del tema podría alejar a seguidores más antiguos, Buck dijo a la Rolling Stone: «La gente que cambió de opinión por “Losing My Religion” simplemente puede besarme el culo».
La canción recibió buenas críticas. El sencillo se ubicó en segundo lugar en la encuesta anual de críticos de Village Voice, tras el sencillo de Nirvana «Smells Like Teen Spirit». R.E.M. recibió nominaciones en siete categorías en la edición de los premios Grammy de 1992. «Losing My Religion» obtuvo por su parte algunas nominaciones, incluidas las de grabación del año y canción del año. La canción ganó dos premios: mejor interpretación pop de un dúo o grupo con vocalista y mejor video musical corto. En 2004, Rolling Stone la ubicó en el puesto 169 en su lista de las 500 mejores canciones de todos los tiempos. En 2009, Blender la situó en el puesto 79 de las Mejores canciones desde que naciste.

## Video musical
El video musical para «Losing My Religion» fue dirigido por Tarsem Singh. A diferencia de los anteriores videos del grupo, Stipe estuvo de acuerdo en hacer sincronía de labios. El video se gestó como una combinación de ideas de Stipe y Singh. El cantante quería que el video fuera sencillo, similar al de Sinéad O'Connor «Nothing Compares 2 U». Singh quería crear un video en el estilo de cierto tipo de filmación hindú, donde todo sería «melodramático y de ensueño», según Stipe.
Comienza con una breve secuencia dentro de una habitación oscura en la que entra agua desde una ventana abierta. Buck, Berry y Mills corren por la habitación, mientras que Stipe permanece sentado. Una jarra de leche se cae desde el alféizar y se estrella contra el suelo, momento en que la canción comienza. Singh se inspiró en el pintor italiano Caravaggio y el director de cine ruso Andrei Tarkovsky. El video está plagado de imaginería religiosa como San Sebastián y deidades hindúes, representados en una serie de tableaux. El actor Wade Dominguez (1966-1998), quien interpretó el papel de Emilio en la película Mentes peligrosas (1995), aparece en el video musical.
El video estuvo nominado en nueve categorías en la edición de 1991 de los premios MTV. Ganó seis premios: mejor video de grupo, mejores efectos especiales en un video, mejor dirección artística, mejor dirección y mejor edición. «Losing My Religion» también se situó en el primer puesto de la categoría de videos musicales en la encuesta de críticos de 1991 Pazz & Jop.
El video musical alcanzó los mil millones de visitas en YouTube en septiembre de 2022, convirtiéndose en el primer video de la banda en llegar a esa cifra.

## Versiones
- "Weird Al" Yankovic versionó la canción en su polca medley «Polka Your Eyes Out» de su álbum de 1992 Off the Deep End'.[24]
- Finn Hudson (Cory Monteith) versionó la canción en el episodio de Glee «Grilled Cheesus».[25]
- Hardwell utiliza una versión a capela de la canción «Three Triangles (Losing My Religion)»
- Lacuna Coil versionó la canción en su álbum de 2012, Dark Adrenaline.[26]
- Steve Aoki junto a otros artistas, versionaron la canción en 2021.
- Graveworm publicó una versión de la canción en su álbum Engraved in Black, publicado en 2003.[27]
- Trívium lanzó una versión de la canción de la edición especial japonesa de su álbum de 2013 Vengeance Falls.[28]

## Lista de canciones
Todas las canciones fueron compuestas por Bill Berry, Michael Stipe, Peter Buck y Mike Mills, excepto en los casos donde se indica.
| 7"  |                      |          |  |
| N.º | Título               | Duración |  |
| 1.  | «Losing My Religion» | 4:29     |  |
| 2.  | «Rotary Eleven»      | 2:32     |  |

| 12" y CD |                                      |          |  |
| N.º      | Título                               | Duración |  |
| 1.       | «Losing My Religion»                 | 4:29     |  |
| 2.       | «Rotary Eleven»                      | 2:32     |  |
| 3.       | «After Hours» (Lou Reed, en directo) | 2:08     |  |

| Edición de colección (CD uno) |                                     |          |  |
| N.º                           | Título                              | Duración |  |
| 1.                            | «Losing My Religion»                | 4:29     |  |
| 2.                            | «Stand» (en directo)                | 3:21     |  |
| 3.                            | «Turn You Inside-Out» (en directo)  | 4:23     |  |
| 4.                            | «World Leader Pretend» (en directo) | 4:24     |  |

| Edición de colección (CD dos) |                                                    |          |  |
| N.º                           | Título                                             | Duración |  |
| 1.                            | «Losing My Religion»                               | 4:29     |  |
| 2.                            | «Fretless»                                         | 4:51     |  |
| 3.                            | «Losing My Religion» (versión acústica en directo) | 4:38     |  |
| 4.                            | «Rotary Eleven»                                    | 2:32     |  |

## Posicionamiento en listas
| Listas (1991)                         | Mejor posición |
| ------------------------------------- | -------------- |
| Australia (ARIA)                      | 11             |
| Austria (Ö3 Austria Top 40)           | 6              |
| Bélgica (Flandes) (Ultratop 50)       | 1              |
| Canadá (RPM)                          | 16             |
| Francia (SNEP)                        | 3              |
| Ireland (IRMA)                        | 5              |
| Países Bajos (Mega Single Top 100)    | 1              |
| Nueva Zelanda (Recorded Music NZ)     | 16             |
| Noruega (VG-lista)                    | 4              |
| Suecia (Sverigetopplistan)            | 3              |
| Suiza (Schweizer Hitparade)           | 11             |
| Reino Unido (UK Singles Chart)        | 19             |
| US Billboard Hot 100                  | 4              |
| US Adult Contemporary (Billboard)     | 28             |
| US Mainstream Rock Tracks (Billboard) | 1              |
| US Modern Rock Tracks (Billboard)     | 1              |

| Listas (2008) | Mejor posición |
| ------------- | -------------- |
| Italia (FIMI) | 14             |